# Hippolyte de Béthune (1603-1665)
Pour les articles homonymes, voir Hippolyte de Béthune, Famille de Béthune et Bethune.
Hippolyte de Béthune, comte de Selles, marquis de Chabris et autres terres, dit « le comte de Béthune », né à Rome le 19 septembre 1603 et mort le 24 septembre 1665 est un aristocrate et homme d'État français du XVIIe siècle. Il est conseiller d’État d'épée, gouverneur des villes & Château de Romorantin, de Millançay et du Château de Marcheval à Millançay. Chevalier des ordres du roi et chevalier d'honneur de la reine Marie-Thérèse d'Autriche.

## Biographie
Fils de Philippe de Béthune, lui-même frère puîné de Sully, il descend de la Maison de Béthune, une puissante famille de la noblesse féodale. Il naît à Rome le 19 septembre 1603 et a pour parrain le pape Clément VIII. Le Roi Louis XIII l'envoie à Rome en 1615, remercier le pape de la dispense qu'il avait accordée pour le mariage d'Henriette Marie de France avec Charles Ier, roi d'Angleterre. II combat aux sièges de Montauban et de Royan, puis de la Rochelle et de Corbie. 
Compromis dans la Cabale des Importants contre Mazarin, il se rétablit dans la faveur des tenants du pouvoir royal : il est fait conseiller d’État d'épée en 1657 et chevalier d'honneur de la reine Marie-Thérèse d'Autriche, avant d'être reçu chevalier des ordres du Roi lors de la promotion du 31 décembre 1661. 
Il est le père d'Armand de Béthune, évêque du Puy ; d'Hippolyte de Béthune, évêque de Verdun ; de Marie de Béthune, épouse en 1667 de François de Rouville, comte de Rouville, de la branche des seigneurs de Meux, sous-lieutenant de la Compagnie des Gendarmes de la Reine ; et d'Anne Berthe de Béthune, abbesse de Saint-Corentin-lès-Mantes (1659-1669) puis abbesse de Notre-Dame de Beaumont-lès-Tours (1669-1689).
Il meurt le 24 septembre 1665, après avoir donné au Roi Louis XIV plus de 2 500 volumes, dont 1200 concernant l'Histoire de France, recueillis par lui et par son père. Ces ouvrages forment le Fonds de Béthune à la Bibliothèque Royale.

## Sources et bibliographie
- Anselme de Sainte-Marie, Histoire de la Maison Royale de France, et des grands officiers de la Couronne, libr. associés, Paris 1726, p. 224 Lire en ligne